# Sœurs missionnaires du Saint Nom de Marie
Les Sœurs missionnaires du Saint Nom de Marie est une congrégation religieuse enseignante, hospitalière et missionnaire de droit pontifical. 

## Historique
Après le déclenchement de la Première Guerre mondiale, les jeunes femmes allemandes se trouvant à Lyon comme postulantes et novices des sœurs du Tiers Ordre régulier de Marie sont contraintes de quitter la France et de retourner dans leur patrie. Réunies à Meppen, en 1918, elles obtiennent du supérieur général de la Société de Marie la permission de se réunir en congrégation religieuse sous l'égide de l'évêque du diocèse d'Osnabrück.
Après avoir obtenu le nihil obstat de la congrégation pour les religieux, Wilhelm Berning (de) (1877-1955), évêque d'Osnabrück, signe le 25 mars 1920 le décret de fondation et d'érection canonique de l'institut. Le 13 avril 1921, les six premières sœurs de la congrégation prononcent leurs vœux. La maison-mère est créée à Meppen mais en 1941 la Gestapo force les religieuses à l'abandonner ; la maison-mère est alors transféré à Kloster Nette près d'Osnabrück. 
Le 22 mai 1945, le gouvernement militaire britannique leur restitue la maison de Meppen mais elles décident de rester à Kloster Nette. En 1949, l'évêque de Stockholm demande des religieuses pour la Suède. Les quatre premières sœurs arrivent en 1951 à Stockholm, à Västerås en 1955 et à Uppsala en 1966. Le 20 juin 1956, les six premières sœurs partent pour le Brésil puis s'installent au Paraguay le 15 août 1998.

## Activités et diffusion
Les sœurs se consacrent à l'enseignement, aux soins des malades, ainsi qu'aux missions.
Elles sont présentes en:
- Europe : Allemagne, Suède.
- Amérique : Brésil, Paraguay.

La maison-mère est à Osnabrück
En 2017, la congrégation comptait 232 sœurs dans 45 maisons.